# Jean-Marthe-Adrien L'Hermite
Jean-Marthe-Adrien L'Hermite (Coutances, 29 settembre 1766 – Le Plessis-Robinson, 28 agosto 1826) è stato un ammiraglio francese.

## Biografia

### I primi anni
L'Hermite nacque nella famiglia del consigliere del Baliaggio di Cotentin. Entrò nella marina francese nel 1780, all'età di 14 anni come marinaio semplice a bordo del cutter Pilote-des-Indes, in servizio nel Canale della Manica, operazioni nelle quali si distinse nella presa di una nave pirata inglese al largo di Chausey.
Nel 1780, salì a bordo della Northumberland come volontario e prese parte alle battaglie della Guerra d'indipendenza americana. Nel 1784, quando mole delle navi francesi vennero poste in riserva, L'Hermite lasciò la maria e lavorò come ufficiale del peschereccio Modeste e poi del Surveillante al largo di Terranova.
Nel 1787, con la riforma della marina di Castries, L'Hermite ottenne l'incarico di sottotenente a bordo dell’Achille a scorta di diversi mercantili. Una delle navi su cui ottenne incarichi fu il bricco Goeland che era di scorta alla flotta di pescherecci proveniente da Granville e diretta a Terranova.

### La Rivoluzione Francese

#### Il Canale della Manica ed il Mare del Nord
Nel febbraio del 1793, quando la guerra scoppiò tra Inghilterra e Francia, L'Hermite si trovò come ufficiale a bordo della fregata Résolue e venne coinvolto in una serie di razzie nel Canale della Manica verso l'Oceano Atlantico e la sua costa francese. Promosso tenente nell'agosto del 1793, ricevendo il comando della HMS Tamise, recentemente catturata dagli inglesi.
Dopo diversi test, la Tamise condusse due spedizioni nel Canale della Manica, catturando circa 60 navi, e venne unito alla Montagne, ammiraglia dello squadrone di Brest. Prese parte così al Glorioso Primo di Giugno nel quale ebbe il compito di portare gli ordini dell'ammiraglio al resto della flotta.
Nel 1795, L'Hermite prese il comando di una fregata per razziare il commercio dell'Irlanda a bordo della HMS Seine. Lo squadrone catturò in tutto 80 piccoli vascelli, inclusa la HMS Hound (16 cannoni) di ritorno dalla Giamaica, il 23 agosto. L'Hermitte guidò quindi le fregate Seine e Galathée ed una corvetta a Christiansand, visitando diversi porti della costa norvegese e catturando dei mercantili inglesi che qui si erano rifugiati. Intrappolato dal freddo e dalle riparazioni necessarie, le navi sue navi vennero costrette a trascorrere l'inverno 1794-1795 in Norvegia, dove la malattia indebolì la sua ciurma. Tornò in Francia con tre navi catturate, anche se una tempesta distrusse la Galathée al largo di Penmarc'h.

#### Oceano Indiano
Dal febbraio del 1796, L'Hermite capitanò la fregata Vertu in uno squadrone dell'ammiraglio Sercey, per l'île de France. Prese parte ad un gran numero di azioni minori e venne ferito nell'Azione dell'8 settembre 1796.
Nel 1798, prese il comando della fregata Preneuse (46 cannoni). Ottenne il compito di scortare gli ambasciatori inviati da Fateh Ali Tipu all'Île de France per richiedere l'aiuto contro gli inglesi. Avendo individuato due navi indiane al largo di Thalassery, L'Hermite decise di attaccare. Catturò le due navi dopo un'ora di combattimenti. Quando giunsero a Surabaya, la ciurma della Preneuse si ammutinò quando L'Hermite decise di inviare le navi catturate all'ammiraglio Sercey. Successivamente, cinque uomini andarono alla corte marziale, colpevoli di ammutinamento, e vennero giustiziati tramite fucilazione.
L'Hermite si imbarcò dunque per tre mesi nel controllo del mare cinese a bordo della Preneuse e della Brûle-Gueule, al comando di Don Álava. Nel 1799, al suo ritorno dalle Mauritius, le navi vennero bloccate da uno squadrone inglese di tre navi di linea, una fregata ed un bricco. La nave francese cercò rifugio nel Distretto di Black River, dove sette cannoni vennero scaricati e mantennero la baia per tre settimane sino a quando gli inglesi non decisero di ripartire.
Il 4 settembre 1799, la Preneuse si scontrò con uno squadrone inglese che si stava avvicinando nella nebbia e lo aveva scambiato per un mercantile, fuggendo dopo una furiosa battaglia che costò 40 uomini ai francesi.
Nell'ottobre del 1799, al largo del Capo di Buona Speranza, la Preneuse venne individuata dalla HMS Jupiter (54 cannoni), inviata ad intercettarla. Dopo un inseguimento di 22 ore, L'Hermite battagliò con la Jupiter e cercò di portarsi in posizione favorevole per sparare una bordata, costringendo la nave inglese a fuggire verso Città del Capo. La nave di L'Hermite, ad ogni modo, aveva perso 80 uomini tra morti e feriti e tornò quindi alle Mauritius.

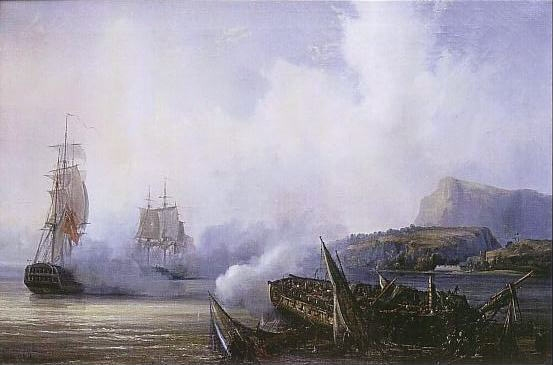
L'affondamento della Preneuse

Al suo ritorno verso le Mauritius, la Preneuse si scontrò con la HMS Tremendous (74 cannoni), ancorata di fronte a Port Louis. Non appena questa tentò di scappare in acque più basse, la HMS Adamant (50 cannoni) le tagliò la ritirata. Venti erratici condussero la Preneuse sulla barriera corallina, sotto il fuoco nemico di due navi. L'Hermite inviò a terra i feriti ed i malati e venne preso prigioniero dal commodoro Hotham, il quale abbordò la Preneuse e le diede fuoco. L'Hermite venne ricevuto con estrema cortesia da Hotham, e rilasciato alcuni giorni dopo col suo staff. Fece ritorno all'Île de France da eroe, la cui popolazione lo celebrò con un saluto di quindici colpi di cannone a salve.

### La carriera nel Primo Impero francese

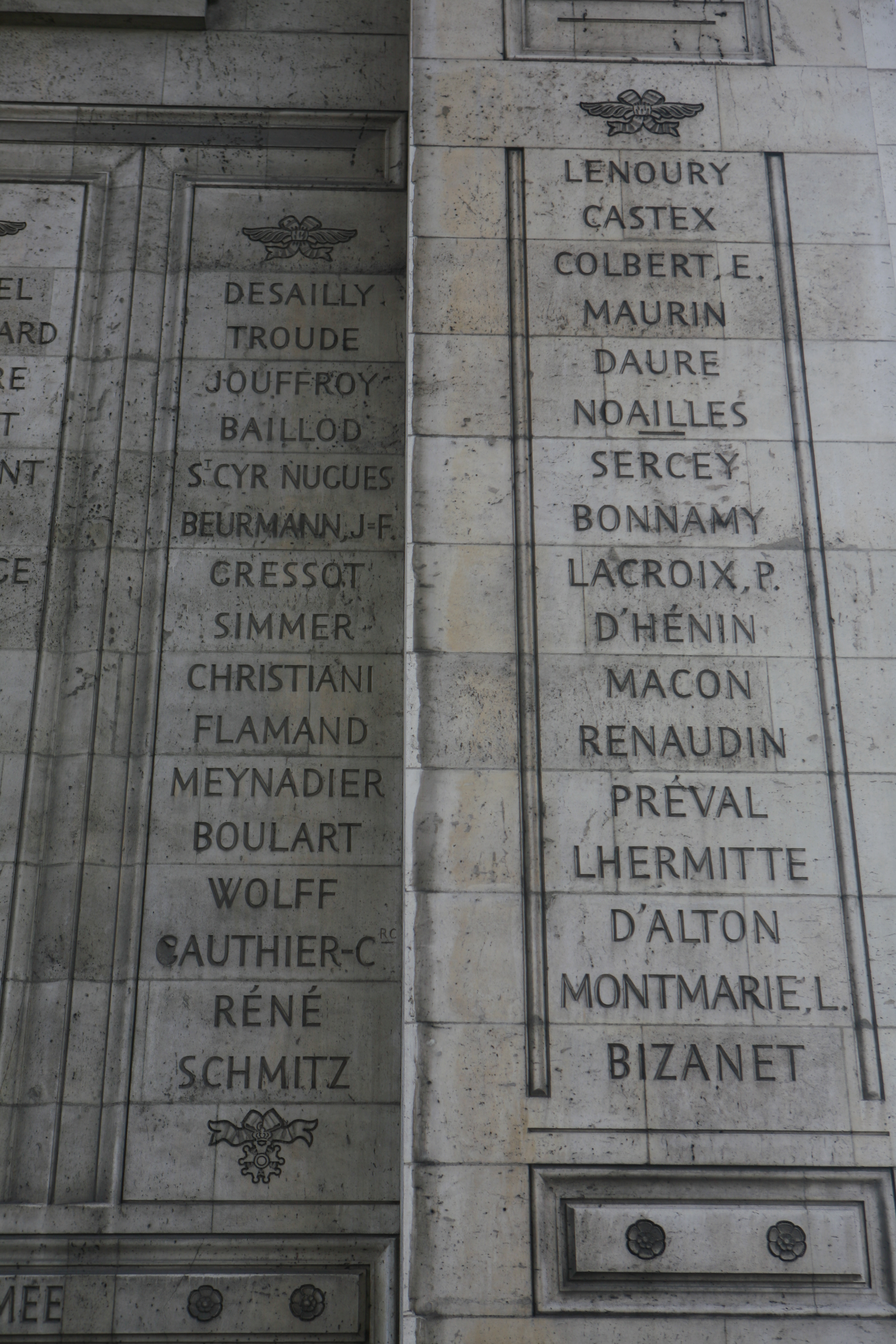
Il nome di L'Hermite, inciso sull'Arco di Trionfo di Parigi

L'Hermite tornò in Francia nell'ottobre del 1801, dove venne ricevuto da Bonaparte che lo promosse capitano e lo definì "coraggioso". Prese il comando della Brutus (74 cannoni) da Lorient a Brest, salendo poi a bordo della Alexandre (80 cannoni), e persino la Vangeur (120 cannoni), come ufficiale dell'ammiraglio Truguet. La stella nascente di L'Hermitte iniziò così ad arrestarsi, venendo lasciato per un anno senza comandi. Egli venne ad ogni modo promosso al rango di ufficiale dell'ordine della Legion d'onore nel 1805.
Nel 1805, L'Hermite prese il comando di uno squadrone che ebbe il compito di razziare il commercio inglese nell'Atlantico e nei Caraibi, con la sua bandiera a bordo della Régulus; lo squadrone comprendeva due fregate e due navi incendiarie. Lo squadrone partì da Lorient il 31 ottobre 1805 e viaggiò sino alle Azzorre, a Capo Verde, giungendo poi in Africa fino al Benin, attraversando l'Atlantico sino al Brasile e poi portandosi nei Caraibi. Il 6 gennaio 1806 catturò la HMS Favourite. Nell'agosto del 1806, una tempesta disperse lo squadrone e L'Hermite perse le sue fregate e venne costretto a tornare a Brest a causa di una epidemia di scorbuto. nel Mare d'Iroise, prevedendo di scontrarsi con quattro navi inglesi al blocco di Brest, ma riuscì ad eluderle raggiungendo il porto di Brest il 2 settembre 1806. Avendo catturato circa 50 navi e 10.000.000 di franchi di beni nel corso di 11 mesi di campagna, L'Hermite venne promosso al grado di contrammiraglio e creato barone dell'Impero.
Nell'ottobre del 1808, L'Hermite venne posto al comando dello squadrone di Rochefort, ponendo la sua bandiera sulla nave Ville de Varsovie. Prestò servizio come rapporteur nel Consiglio di guerra dopo la Battaglia di Basque Roads. Da metà febbraio, la sua salute sempre più malconcia lo costrinse a rinunciare ai propri comandi sul mare.
Dal 1811, L'Hermite divenne préfet maritime a Tolone. Nel 1812, comandò per breve tempo lo squadrone del Mediterraneo, cosa che fece pur non salpando. La sua malattia cronica lo costrinse a servirsi del capitano Christy-Pallière, per supervisionare le operazioni.
Dopo la Restaurazione borbonica nel 1814, L'Hermite comandò la nave Ville de Marseille. Luigi XVIII lo inviò a recuperare il duca d'Orléans e la sua famiglia a Palermo. Questo compito valse a L'Hermite la croce dell'Ordine di San Luigi.
Durante i Cento Giorni, L'Hermite si dichiarò a favore del re, il che causò il suo immediato licenziamento. Si ritirò nel 1816 col rango onorario di vice ammiraglio.

## Araldica
| Stemma | Descrizione                                     | Blasonatura |
| \| \|  | Jean-Marthe-Adrien L'Hermite Barone dell'Impero |             |
|        |                                                 |             |